# Тайные приключения Мигеля Литтина в Чили
«Тайные приключения Мигеля Литтина в Чили» (исп. La aventura de Miguel Littín clandestino en Chile) — документальная книга колумбийского писателя Габриэля Гарсиа Маркеса, рассказывающая о тайном возвращении в Чили известного кинорежиссёра Мигеля Литтина, изгнанного из страны режимом Пиночета. Вышла в 1986 году.
В феврале 1987 года Министерство внутренних дел Чили признало, что 15 тысяч копий первого издания книги были 28 ноября 1986 года конфискованы и, вместе со сборником статей деятеля венесуэльского Движения к социализму Теодоро Петкоффа, сожжены в Вальпараисо по приказу Аугусто Пиночета.